# 梓川村
梓川村（あずさがわむら）は、長野県南安曇郡にあった村。
2005年4月1日に松本市に編入された。なお、旧村域には市町村の合併の特例に関する法律（合併特例法）に基づく地域自治区が2015年3月31日を期限として設置された。

## 地理
村域は安曇野の南西部分にあたり、三角形の形をしていた。東西に12キロメートル、南北に6キロメートルで、周囲長は約36キロメートル、面積は42.40平方キロメートルであった。梓川の扇状地および河岸段丘が人々の生活圏となる。標高600メートルから700メートル、内陸性気候を呈し、平均気温は最高34.4℃、最低−5.6℃、降水量は年間1,100ミリ前後である。
- 山：黒沢山、天狗岩、大明神山、金比良山
- 川：梓川

### 隣接していた自治体
- 松本市
- 東筑摩郡波田町
- 南安曇郡安曇村、豊科町、三郷村

## 歴史
- 1955年（昭和30年）4月1日 - 梓村・倭村が合併して発足。
- 1957年（昭和32年）11月1日 - 村章を制定[2]。
- 1975年（昭和50年）5月27日 - 村民憲章を制定[2]。
- 1993年（平成5年）9月16日 - 三重県南牟婁郡御浜町と友好親善提携。
- 1995年（平成7年）6月20日 - 村の木・花・鳥を制定[2]。
- 2005年（平成17年）4月1日 - 松本市に編入。同日梓川村廃止。

## 行政
- 廃止時の村長 - 藤野一康（2003年5月1日就任）
- 村章 - 1957年（昭和32年）11月1日制定。梓弓と梓川を図案化したもの[2]。
- 村民憲章 - 1975年（昭和50年）5月27日制定[2]。

```
* 自然を愛し　美しい環境をまもりましょう
* 文化を高め　豊かな郷土を築きましょう
* きまりを守り　力を合わせて住みよい村をつくりましょう
* 働くことに誇りをもち　楽しい家庭をつくりましょう
* あすをつくる子供に　夢と誇りをもたせましょう

```

- 村の木 - アズサ
- 村の花 - コマチソウ
- 村の鳥 - セキレイ
  - 村の木・花・鳥は1995年（平成7年）6月20日制定[2]。松本市への合併後はそのまま「梓川地域推奨の花・木・鳥」として継承された[3]。

## 経済
- 特産品 - リンゴ、あずさ発芽玄米、松葉味噌、醤油、野沢菜わさび茶漬、てっぽうみそ漬、ジュース、亀・鳥の木彫り[4]

## 姉妹都市・提携都市
- 御浜町（三重県南牟婁郡）[5]
  - 1993年（平成5年）9月16日友好親善提携

## 地域

### 教育

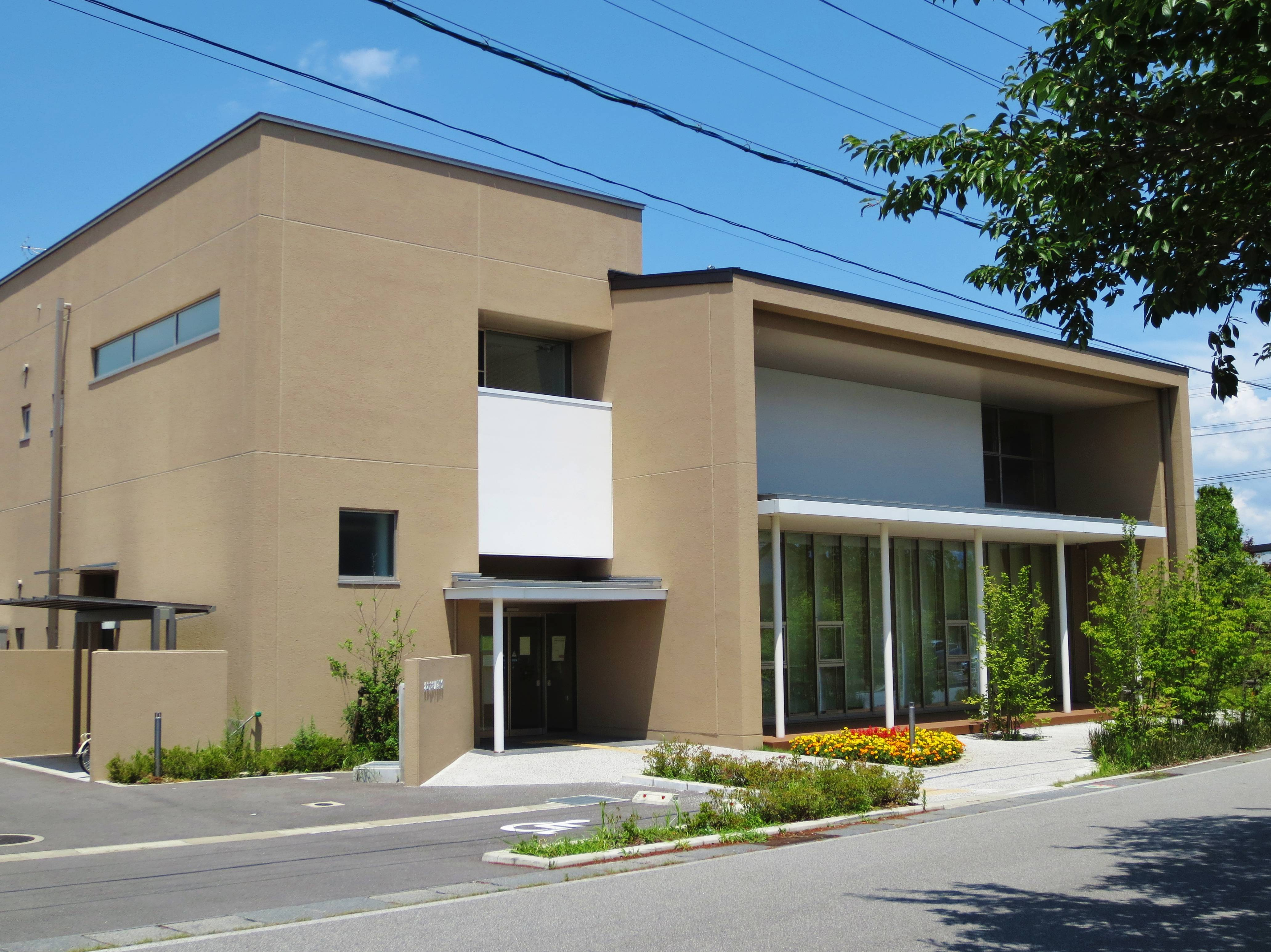
梓川図書館

- 梓川村立梓川中学校
- 梓川村立梓川小学校
- 梓川図書館
- 梓川村梓川西保育園
- 梓川村梓川東保育園

### 医療機関
- 梓川診療所
- 岡野医院
- みのしまクリニック
- こばやしクリニック

## 交通

### 道路
松本市へ合併以前から高速道路は通っていなかった。最寄りのインターチェンジは松本インターチェンジ（長野自動車道）だった。
だが、隣接する波田町（現：松本市波田）に中部縦貫自動車道の計画がある。梓川下流域に梓川サービスエリアという同名の設備があるが松本市と安曇野市にまたがるサービスエリアである。
- 長野県道25号塩尻鍋割穂高線
- 長野県道48号松本環状高家線
- 長野県道278号大野田梓橋停車場線
- 長野県道315号波田北大妻豊科線
- 長野県道320号倭北松本停車場線

### 鉄道
村内に鉄道路線は通っていなかった。
最寄り駅は大糸線の梓橋駅、上高地線の新村駅と波田駅。

### バス
かつては村内を松本市街地から今のアルピコ交通の運行で路線バスが通っていた。2024年時点では地域提携のコミュニティバス梓川波田線が運行している（平日・土曜のみ）。またオンデマンドバスのるーと松本も運行している。

## 名所・旧跡・観光スポット・祭事・催事
- 道祖神
- 大宮熱田神社
- 若宮八幡宮
- 真光寺
- 恭倹寺
- 七日山石仏群
- 梓川地場産品直売センター

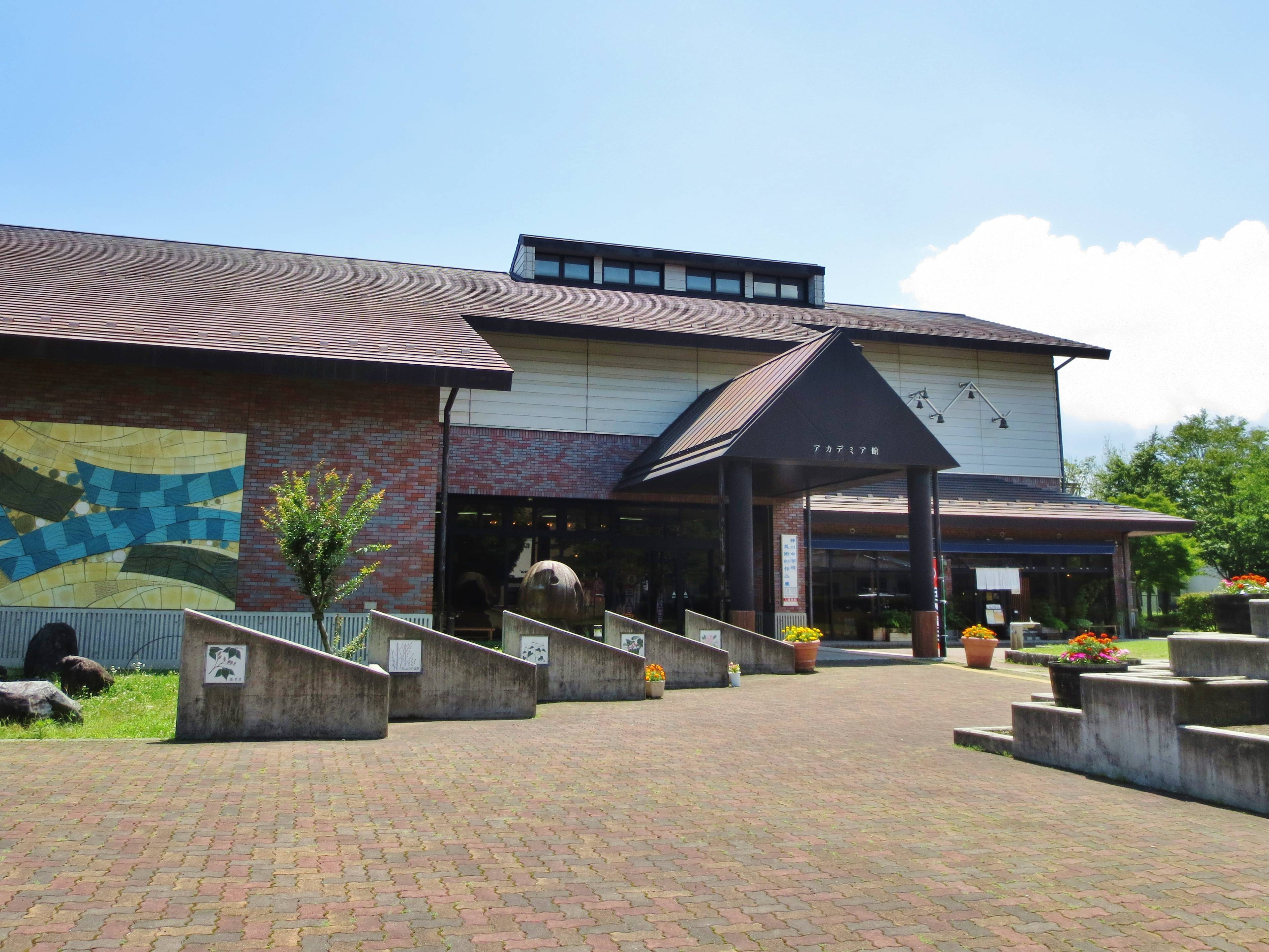
梓川アカデミア館

- 梓川ジュースセンター（農産物処理加工施設）
- 夢工房（梓川水田農産物処理加工施設）
- 味来せんたあ（梓川麦・大豆等加工施設）
- 梓川アカデミア館
- 梓水苑
- あずさ夢工房
- アップルフェスティバル
- 水輪花火大会
- 梓川山田杯ハーフマラソン大会

## 出身有名人
- 三村壽八郎